# Marcos Mazoni
Marcos Vinícius Ferreira Mazoni, mais conhecido por Marcos Mazoni, ou simplesmente Mazoni (19 de dezembro de 1960), gaúcho, foi diretor-presidente do Serpro. Entusiasta em software livre, foi um dos percursores do ramo no Brasil, tendo coordenado o I FISL.

## Currículo e carreira
Mazoni é formado em administração de empresas e pós-graduado em tecnologia da informação, pela FGV, e em gestão empresarial, pela UFRGS.
Trabalhou, por 20 anos, na Companhia Riograndense de Telecomunicações. Atuou também na Prefeitura de Porto Alegre, na Procempa, e na ASBEMI e ABEP.
Foi presidente da Procergs, de 1999 a 2002; diretor, da Celepar, empresa estadual de informática do Paraná, de 2003 a 2006; e diretor-presidente do Serpro, de 2007 a 2016.
No dia 6 de maio de 2015, o então ministro da Fazenda, Joaquim Levy, por meio do secretário-executivo Tarcísio Godoy, teria comunicado Mazoni de sua demissão do Serpro, prevista para ocorrer oficialmente no dia 8. Levy estaria alinhado com o então ministro da Previdência Social, Carlos Eduardo Gabas, que decretou intervenção federal de 180 dias no fundo de pensão dos funcionários do Serpro, o Serpros, sem razão aparente, uma vez que o fundo estava superavitário. A demissão de Mazoni, entretanto, não foi publicada no Diário Oficial da União e sua permanência foi confirmada através de um comunicado no dia 14.
No dia Primeiro de janeiro de 2017, assumiu como Secretário na Secretaria de Desenvolvimento, Inovação, Emprego e Renda da Prefeitura da cidade do Rio Grande-RS. Sua tarefa é ajudar a cidade a criar alternativas econômicas para a retomada do desenvolvimento, após a mudança promovida pela PETROBRÁS, na gestão de Pedro Parente, que cancelou as encomentas dos estaleiros da região e gerou um desemprego de 20 mil trabalhadores. Também é responsável pela modernização tecnológica da Prefeitura.

## Envolvimento com o movimento dosoftwarelivre

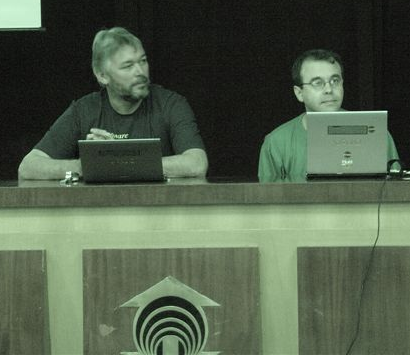
Marcos Mazoni e Sérgio Amadeu no II Fórum Cearense de Software Livre, em 2006.

Mazoni é um dos precursores do movimento de software livre no Brasil, onde ajudou a coordenar o I Fórum Internacional de Software Livre, realizado em Porto Alegre, em 2000, que é um dos maiores eventos de software livre do mundo. Foi um dos principais criadores do maior evento de informática do Paraná, a Latinoware, realizado anualmente em Foz do Iguaçu.[carece de fontes?]
Na Celepar, Mazoni é considerado um dos principais responsáveis pela adoção de software na empresa e no Governo do Estado do Paraná. Aumentou o número de funcionários mas gerou uma redução de custos através do novo paradigma.[carece de fontes?]
Principais projetos de grande porte, desenvolvidos em Software Livre no Governo do Paraná, sob sua liderança:[carece de fontes?]
- Criação do correio Expresso Livre baseado em Software Livre
- Framework Pinhão (ambiente de desenvolvimento de software, com Software Livre)
- «PORTAL DIA-A-DIA EDUCAÇÃO». Esse projeto possui o APC - Ambiente Pedagógico Colaborativo.
- Paraná Digital, rede de computadores nas Escolas públicas do estado, em parceria com a UFPR. Esse projeto possui 44.000 estações (multiterminal), em Software Livre.
- Desenvolvimento de todos os portais e sites do Governo do Paraná em Software Livre, XOOPS
- Circuito Paranaense de Software Livre
- Asterisco Paraná, sistema telefônico por VoIP
- Primeira Lei ODF Open Document Format no Brasil, a Lei 15742/2007 do Paraná

Principais projetos de grande porte, desenvolvidos em Software Livre no Governo Federal:[carece de fontes?]
- Criação do Protocolo Brasília

## Condecorações
No dia 7 de maio de 2009, recebe das mãos do Presidente Lula a Medalha Cruzeiro do Sul, no grau de Grande Oficial, em reconhecimento aos relevantes serviços da organização na área de tecnologia da informação à Administração Pública Federal.